# Alta Idrettsforening 2014
Questa voce raccoglie le informazioni riguardanti l'Alta Idrettsforening nelle competizioni ufficiali della stagione 2014.

## Stagione
A seguito della vittoria del gruppo 2 del campionato 2013, l'Alta ha fatto ritorno nella 1. divisjon, secondo livello calcistico locale. La squadra ha chiuso la stagione al 13º posto in classifica, retrocedendo. L'avventura nel Norgesmesterskapet 2014 si è chiusa invece al secondo turno, con l'eliminazione per mano del Kongsvinger. Il calciatore più utilizzato in stagione è stato Christian Reginiussen, con 30 presenze (28 presenze in campionato e 2 in coppa), mentre i migliori marcatori sono stati Vegard Braaten, Rune Ertsås ed El Hadj Sega Ngom, tutti a quota 6 reti.

## Maglie e sponsor
Lo sponsor tecnico per la stagione 2014 è stato Diadora, mentre lo sponsor ufficiale è stato DNB. La divisa casalinga era composta da una maglietta gialla con strisce verticali blu, pantaloncini e calzettoni blu.
| Casa | Trasferta |

## Rosa
| N. |                     | Ruolo | Calciatore                |
| -- | ------------------- | ----- | ------------------------- |
| 1  | Lettonia (bandiera) | P     | Māris Eltermanis          |
| 1  | Svezia (bandiera)   | P     | Jonathan Rasheed          |
| 3  | Norvegia (bandiera) | D     | Øyvind Veseth Olsen       |
| 4  | Norvegia (bandiera) | D     | Mats Frede Hansen         |
| 5  | Norvegia (bandiera) | D     | Andreas Markussen         |
| 6  | Norvegia (bandiera) | C     | Jon Andreas Rognerud Eira |
| 7  | Norvegia (bandiera) | C     | Håvard Nome               |
| 8  | Norvegia (bandiera) | C     | Tresor Egholm             |
| 9  | Norvegia (bandiera) | D     | Martin Norbye             |
| 10 | Norvegia (bandiera) | C     | Svein-Ove Thomassen       |
| 11 | Norvegia (bandiera) | C     | Martin Mathisen           |
| 13 | Norvegia (bandiera) | D     | Thomas Haugland Torgersen |
| 14 | Norvegia (bandiera) | C     | Espen Johnsen             |
| 15 | Norvegia (bandiera) | C     | Dag Andreas Balto         |

| N. |                     | Ruolo | Calciatore              |
| -- | ------------------- | ----- | ----------------------- |
| 16 | Norvegia (bandiera) | C     | Håkon Berg              |
| 17 | Svezia (bandiera)   | C     | Christoffer Mbamba      |
| 18 | Norvegia (bandiera) | D     | Vebjørn Atle Skorpen    |
| 19 | Norvegia (bandiera) | D     | Runar Overvik           |
| 20 | Norvegia (bandiera) | C     | Aleksander Tolk Solberg |
| 21 | Norvegia (bandiera) | C     | Mathias Dahl Abelsen    |
| 23 | Norvegia (bandiera) | C     | Christian Reginiussen   |
| 24 | Senegal (bandiera)  | A     | El Hadj Sega Ngom       |
| 26 | Norvegia (bandiera) | D     | Johnny Mathis Utsi      |
| 29 | Norvegia (bandiera) | A     | Vegard Braaten          |
| 66 | Norvegia (bandiera) | P     | Kjetil Thomassen        |
| 87 | Norvegia (bandiera) | A     | Rune Ertsås             |
| 99 | Norvegia (bandiera) | D     | Jonas Høylo Fundingsrud |

## Calciomercato

### Sessione invernale(dal 01/01 al 31/03)
| Arrivi | Arrivi               | Arrivi     | Arrivi     |
| R.     | Nome                 | da         | Modalità   |
| ------ | -------------------- | ---------- | ---------- |
| P      | Jonathan Rasheed     | Stabæk     | definitivo |
| D      | Johnny Mathis Utsi   |            | svincolato |
| C      | Mathias Dahl Abelsen | Sortland   | definitivo |
| C      | Tresor Egholm        |            | svincolato |
| A      | Vegard Braaten       | Bodø/Glimt | prestito   |
| A      | Rune Ertsås          |            | svincolato |

| Partenze | Partenze          | Partenze | Partenze   |
| R.       | Nome              | a        | Modalità   |
| -------- | ----------------- | -------- | ---------- |
| P        | Łukasz Jarosiński | Hønefoss | definitivo |
| D        | Jørgen Richardsen |          | svincolato |
| C        | Espen Johnsen     | Kirkenes | prestito   |
| C        | Mihku Måsø        |          | svincolato |
| C        | Even Sjøgren      | Bossekop | prestito   |
| A        | Magnus Nikolaisen |          | svincolato |

### Sessione estiva(dal 15/07 al 15/08)
| Arrivi | Arrivi                    | Arrivi        | Arrivi        |
| R.     | Nome                      | da            | Modalità      |
| ------ | ------------------------- | ------------- | ------------- |
| P      | Māris Eltermanis          | Medkila       | definitivo    |
| D      | Thomas Haugland Torgersen | Birkebeineren | definitivo    |
| C      | Espen Johnsen             | Kirkenes      | fine prestito |
| C      | Christoffer Mbamba        | Medkila       | definitivo    |

| Partenze | Partenze         | Partenze   | Partenze   |
| R.       | Nome             | a          | Modalità   |
| -------- | ---------------- | ---------- | ---------- |
| P        | Jonathan Rasheed | Ljungskile | definitivo |

## Risultati

### 1. divisjon

#### Girone di andata
| Arbitro: | Lundby (Bøverbru) |

|                                     |           |  |
| Braaten 1’ Thomassen 56’ Ertsås 73’ | Marcatori |  |

| Arbitro: | Thorsø Hansen |

|              |           |  |
| Ondrášek 90’ | Marcatori |  |

| Arbitro: | Borgersen (Oslo) |

|                             |           |                                    |
| Sega Ngom 10’ Thomassen 25’ | Marcatori | 12’ Normann Hansen 47’ (rig.) Torp |

| Arbitro: | Moen |

|                                            |           |  |
| Magnussen 52’ Aursnes 64’ (rig.) Moltu 76’ | Marcatori |  |

| Sandvika 1º maggio 2014, ore 18:00 5ª giornata          | Bærum     | 0 – 3 referto         | Alta | Sandvika Stadion (652 spett.) |
| \| \| \| \| \| \| Marcatori \| 30’, 54’, 81’ Braaten \| |           |                       |      |                               |
|                                                         |           |                       |      |                               |
|                                                         | Marcatori | 30’, 54’, 81’ Braaten |      |                               |

| Arbitro: | Haugen |

|             |           |  |
| Braaten 66’ | Marcatori |  |

| Mjøndalen 11 maggio 2014, ore 18:00 7ª giornata                                            | Mjøndalen | 4 – 1 referto | Alta | Mjondalen Stadion (1.010 spett.) |
| \| \| \| \| \| Diomande 3’ Kapidžić 8’ Sosseh 40’ Sundli 86’ \| Marcatori \| 6’ Braaten \| |           |               |      |                                  |
|                                                                                            |           |               |      |                                  |
| Diomande 3’ Kapidžić 8’ Sosseh 40’ Sundli 86’                                              | Marcatori | 6’ Braaten    |      |                                  |

| Arbitro: | Hansen (Feda) |

|  |           |                          |
|  | Marcatori | 26’ Mirčeta 78’ Dragsnes |

| Tromsdalen 20 maggio 2014, ore 19:00 9ª giornata | Tromsdalen    | 0 – 0 referto | Alta | TUIL Arena (677 spett.)\| Arbitro: \| Thorsø Hansen \| |
| Arbitro:                                         | Thorsø Hansen |               |      |                                                        |

| Arbitro: | Gjermshus |

|                          |           |  |
| 22’ Sega Ngom 55’ Ertsås | Marcatori |  |

| Alta 29 maggio 2014, ore 18:00 11ª giornata                        | Alta      | 2 – 0 referto | HamKam | Finnmarkshallen (557 spett.) |
| \| \| \| \| \| Thomassen 67’ Eriksen 90’ (aut.) \| Marcatori \| \| |           |               |        |                              |
|                                                                    |           |               |        |                              |
| Thomassen 67’ Eriksen 90’ (aut.)                                   | Marcatori |               |        |                              |

| Jessheim 1º giugno 2014, ore 18:00 12ª giornata | Ullensaker/Kisa   | 0 – 0 referto | Alta | UKI Arena (319 spett.)\| Arbitro: \| Lundby (Bøverbru) \| |
| Arbitro:                                        | Lundby (Bøverbru) |               |      |                                                           |

| Arbitro: | Hagenes |

|           |           |             |
| Ertsås 6’ | Marcatori | 90’ Skartun |

| Arbitro: | Eskås |

|                     |           |  |
| Rønning 35’ Aas 53’ | Marcatori |  |

| Arbitro: | Helgerud (Lier) |

|                               |           |                           |
| Nome 38’ (rig.) Sega Ngom 67’ | Marcatori | 21’ Lie Skålevik 52’ Næss |

#### Girone di ritorno
| Arbitro: | Steen |

|                                      |           |                 |
| Achrifi 41’ (rig.), 50’ Agwuocha 71’ | Marcatori | 54’ (rig.) Nome |

| Arbitro: | Ahlsen |

|          |           |                           |
| Nome 38’ | Marcatori | 21’ V. Lysvoll 50’ Mienna |

| Arbitro: | Haugen |

|                                                                   |           |  |
| Bamba 19’ Rødsand 30’ D. Ulvestad 33’ Kalludra 35’ Mendy 87’, 90’ | Marcatori |  |

| Arbitro: | Hansen (Feda) |

|               |           |  |
| Sega Ngom 27’ | Marcatori |  |

| Arbitro: | Gya |

|                   |           |                       |
| Duré 45’ Næss 90’ | Marcatori | 20’ Høylo Fundingsrud |

| Arbitro: | Haugen |

|                                   |           |                                           |
| Reginiussen 43’ Rognerud Eira 45’ | Marcatori | 26’ (rig.) Tollås 33’ Warshaw 70’ Nedrebø |

| Fredrikstad 24 agosto 2014, ore 18:00 22ª giornata | Fredrikstad | 0 – 0 referto | Alta | Fredrikstad Stadion (4.652 spett.)\| Arbitro: \| Eskås \| |
| Arbitro:                                           | Eskås       |               |      |                                                           |

| Arbitro: | Hauge |

|  |           |                                         |
|  | Marcatori | 32’ Ondrášek 35’ Wangberg 38’ Moldskred |

| Bryne 14 settembre 2014, ore 18:00 24ª giornata                                                      | Bryne     | 6 – 1 referto | Alta | Bryne Stadion (1.173 spett.) |
| \| \| \| \| \| Tveita 7’ Skartun 31’ Khattab 39’ Khalili 49’, 71’, 79’ \| Marcatori \| 20’ Mbamba \| |           |               |      |                              |
| |           |               |      |                              |
| Tveita 7’ Skartun 31’ Khattab 39’ Khalili 49’, 71’, 79’                                              | Marcatori | 20’ Mbamba    |      |                              |

| Arbitro: | Eskås |

|                               |           |              |
| Sega Ngom 27’ Nome 45’ (rig.) | Marcatori | 90’ Kapidžić |

| Arbitro: | Gya |

|                                          |           |  |
| Kirkevold 25’ Juel-Nielsen 62’ Lamøy 89’ | Marcatori |  |

| Arbitro: | Saggi |

|               |           |          |
| Sega Ngom 38’ | Marcatori | 2’ Sveen |

| Arbitro: | Hagenes |

|                           |           |                                                                               |
| Hassan 64’ Børmark-By 79’ | Marcatori | 15’ (aut.) Mambouana 24’ Frede Hansen 30’ Veseth Olsen 67’ (rig.) Reginiussen |

| Arbitro: | Tennøy |

|                            |           |                 |
| Ertsås 26’ Fundingsrud 87’ | Marcatori | 18’ Lehne Olsen |

| Arbitro: | Berntsen (Vang) |

|            |           |  |
| Beugré 68’ | Marcatori |  |

### Norgesmesterskapet
| Alta 24 aprile 2014, ore 18:00 Primo turno                                                    | Bossekop  | 1 – 4 referto                                  | Alta | COOP Banen Kunstgress (2.212 spett.) |
| \| \| \| \| \| Lund Holm 5’ \| Marcatori \| 57’ Thomassen 60’, 90’ Ertsås 82’ Dahl Abelsen \| |           |                                                |      |                                      |
|                                                                                               |           |                                                |      |                                      |
| Lund Holm 5’                                                                                  | Marcatori | 57’ Thomassen 60’, 90’ Ertsås 82’ Dahl Abelsen |      |                                      |

| Kongsvinger 7 maggio 2014, ore 18:00 Secondo turno                                                                                       | Kongsvinger | 5 – 3 (d.t.s.) referto                                | Alta | Gjemselund Stadion (238 spett.) |
| \| \| \| \| \| Myklebust 3’, 15’ Ovlien 42’ Røer 99’ Ajeti 116’ \| Marcatori \| 25’ Reginiussen 53’ Tolk Solberg 78’ (rig.) Thomassen \| |             |                                                       |      |                                 |
| |             |                                                       |      |                                 |
| Myklebust 3’, 15’ Ovlien 42’ Røer 99’ Ajeti 116’                                                                                         | Marcatori   | 25’ Reginiussen 53’ Tolk Solberg 78’ (rig.) Thomassen |      |                                 |

## Statistiche

### Statistiche di squadra
| Competizione       | Punti | In casa | In casa | In casa | In casa | In casa | In casa | In trasferta | In trasferta | In trasferta | In trasferta | In trasferta | In trasferta | Totale | Totale | Totale | Totale | Totale | Totale | DR  |
| Competizione       | Punti | G       | V       | N       | P       | Gf      | Gs      | G            | V            | N            | P            | Gf           | Gs           | G      | V      | N      | P      | Gf     | Gs     | DR  |
| ------------------ | ----- | ------- | ------- | ------- | ------- | ------- | ------- | ------------ | ------------ | ------------ | ------------ | ------------ | ------------ | ------ | ------ | ------ | ------ | ------ | ------ | --- |
| 1. divisjon        | 34    | 15      | 7       | 4       | 4       | 22      | 18      | 15           | 2            | 3            | 10           | 11           | 33           | 30     | 9      | 7      | 14     | 33     | 51     | -18 |
| Norgesmesterskapet | -     | 0       | 0       | 0       | 0       | 0       | 0       | 2            | 1            | 0            | 1            | 7            | 6            | 2      | 1      | 0      | 1      | 7      | 6      | +1  |
| Totale             | -     | 15      | 7       | 4       | 4       | 22      | 18      | 17           | 3            | 3            | 11           | 18           | 39           | 32     | 10     | 7      | 15     | 40     | 57     | -17 |

### Andamento in campionato
| Giornata  | 1 | 2 | 3 | 4 | 5 | 6 | 7 | 8 | 9 | 10 | 11 | 12 | 13 | 14 | 15 | 16 | 17 | 18 | 19 | 20 | 21 | 22 | 23 | 24 | 25 | 26 | 27 | 28 | 29 | 30 |
| --------- | - | - | - | - | - | - | - | - | - | -- | -- | -- | -- | -- | -- | -- | -- | -- | -- | -- | -- | -- | -- | -- | -- | -- | -- | -- | -- | -- |
| Luogo     | C | T | C | T | T | C | T | C | T | C  | C  | T  | C  | T  | C  | T  | C  | T  | C  | T  | C  | T  | C  | T  | C  | T  | C  | T  | C  | T  |
| Risultato | V | P | N | P | V | V | P | P | N | V  | V  | N  | N  | P  | N  | P  | P  | P  | V  | P  | P  | N  | P  | P  | V  | P  | N  | V  | V  | P  |
| Posizione |   |   |   |   |   |   |   |   |   |    |    |    |    |    |    |    |    |    |    |    |    |    |    |    |    |    |    |    |    | 13 |

Fonte:  1. divisjon 2014, su altomfotball.no, Altomfotball.
Legenda:

Luogo: C = Casa; T = Trasferta. Risultato: V = Vittoria; N = Pareggio; P = Sconfitta.

### Statistiche dei giocatori
| Giocatore             | 1. divisjon | 1. divisjon | 1. divisjon | 1. divisjon | Norgesmesterskapet | Norgesmesterskapet | Norgesmesterskapet | Norgesmesterskapet | Coppe europee | Coppe europee | Coppe europee | Coppe europee | Altre coppe | Altre coppe | Altre coppe | Altre coppe | Totale   | Totale | Totale      | Totale     |
| Giocatore             | Presenze    | Reti        | Ammonizioni | Espulsioni  | Presenze           | Reti               | Ammonizioni        | Espulsioni         | Presenze      | Reti          | Ammonizioni   | Espulsioni    | Presenze    | Reti        | Ammonizioni | Espulsioni  | Presenze | Reti   | Ammonizioni | Espulsioni |
| --------------------- | ----------- | ----------- | ----------- | ----------- | ------------------ | ------------------ | ------------------ | ------------------ | ------------- | ------------- | ------------- | ------------- | ----------- | ----------- | ----------- | ----------- | -------- | ------ | ----------- | ---------- |
| D. Balto              | 13          | 0           | 3           | 0           | 0                  | 0                  | 0                  | 0                  |               |               |               |               |             |             |             |             | 13       | 0      | 3           | 0          |
| H. Berg               | 0           | 0           | 0           | 0           | 0                  | 0                  | 0                  | 0                  |               |               |               |               |             |             |             |             | 0        | 0      | 0           | 0          |
| V. Braaten            | 15          | 6           | 3           | 0           | 2                  | 0                  | 0                  | 0                  |               |               |               |               |             |             |             |             | 17       | 6      | 3           | 0          |
| M. Dahl Abelsen       | 21          | 0           | 5           | 0           | 1                  | 1                  | 0                  | 0                  |               |               |               |               |             |             |             |             | 22       | 1      | 5           | 0          |
| T. Egholm             | 3           | 0           | 0           | 0           | 1                  | 0                  | 0                  | 0                  |               |               |               |               |             |             |             |             | 4        | 0      | 0           | 0          |
| M. Eltermanis         | 6           | -14         | 0           | 0           | -                  | -                  | -                  | -                  |               |               |               |               |             |             |             |             | 6        | -14    | 0           | 0          |
| R. Ertsås             | 26          | 4           | 4           | 0           | 1                  | 2                  | 0                  | 0                  |               |               |               |               |             |             |             |             | 27       | 6      | 4           | 0          |
| M. Frede Hansen       | 29          | 1           | 5           | 0           | 1                  | 0                  | 0                  | 0                  |               |               |               |               |             |             |             |             | 30       | 1      | 5           | 0          |
| T. Haugland Torgersen | 10          | 0           | 2           | 0           | -                  | -                  | -                  | -                  |               |               |               |               |             |             |             |             | 10       | 0      | 2           | 0          |
| J. Høylo Fundingsrud  | 16          | 2           | 2           | 0           | 2                  | 0                  | 0                  | 0                  |               |               |               |               |             |             |             |             | 18       | 2      | 2           | 0          |
| E. Johnsen            | 4           | 0           | 0           | 0           | -                  | -                  | -                  | -                  |               |               |               |               |             |             |             |             | 4        | 0      | 0           | 0          |
| A. Markussen          | 22          | 0           | 1           | 0           | 2                  | 0                  | 0                  | 1                  |               |               |               |               |             |             |             |             | 24       | 0      | 1           | 1          |
| M. Mathisen           | 12          | 0           | 1           | 0           | 2                  | 0                  | 0                  | 0                  |               |               |               |               |             |             |             |             | 14       | 0      | 1           | 0          |
| C. Mbamba             | 10          | 1           | 2           | 0           | -                  | -                  | -                  | -                  |               |               |               |               |             |             |             |             | 10       | 1      | 2           | 0          |
| H. Nome               | 28          | 4           | 4           | 0           | 0                  | 0                  | 0                  | 0                  |               |               |               |               |             |             |             |             | 28       | 4      | 4           | 0          |
| M. Norbye             | 29          | 0           | 1           | 0           | 0                  | 0                  | 0                  | 0                  |               |               |               |               |             |             |             |             | 29       | 0      | 1           | 0          |
| R. Overvik            | 15          | 0           | 0           | 0           | 2                  | 0                  | 0                  | 0                  |               |               |               |               |             |             |             |             | 17       | 0      | 0           | 0          |
| J. Rasheed            | 1           | -0          | 0           | 0           | -                  | -                  | -                  | -                  |               |               |               |               |             |             |             |             | 1        | 0      | 0           | 0          |
| C. Reginiussen        | 28          | 2           | 7           | 0           | 2                  | 1                  | 0                  | 0                  |               |               |               |               |             |             |             |             | 30       | 3      | 7           | 0          |
| J. Rognerud Eira      | 26          | 1           | 1           | 0           | 2                  | 0                  | 0                  | 0                  |               |               |               |               |             |             |             |             | 28       | 1      | 1           | 0          |
| E. Sega Ngom          | 28          | 6           | 5           | 0           | 1                  | 0                  | 0                  | 0                  |               |               |               |               |             |             |             |             | 29       | 6      | 5           | 0          |
| V. Skorpen            | 0           | 0           | 0           | 0           | 0                  | 0                  | 0                  | 0                  |               |               |               |               |             |             |             |             | 0        | 0      | 0           | 0          |
| K. Thomassen          | 25          | -36         | 1           | 0           | 0                  | -0                 | 0                  | 0                  |               |               |               |               |             |             |             |             | 25       | -36    | 1           | 0          |
| S. Thomassen          | 19          | 3           | 4           | 1           | 2                  | 1                  | 1                  | 0                  |               |               |               |               |             |             |             |             | 21       | 4      | 5           | 1          |
| A. Tolk Solberg       | 18          | 0           | 1           | 0           | 2                  | 1                  | 0                  | 0                  |               |               |               |               |             |             |             |             | 20       | 1      | 1           | 0          |
| J. Utsi               | 0           | 0           | 0           | 0           | 0                  | 0                  | 0                  | 0                  |               |               |               |               |             |             |             |             | 0        | 0      | 0           | 0          |
| Ø. Veseth Olsen       | 13          | 1           | 0           | 0           | 2                  | 0                  | 1                  | 0                  |               |               |               |               |             |             |             |             | 15       | 1      | 1           | 0          |